# Chrysophyllum boivinianum
Chrysophyllum boivinianum – gatunek drzew należących do rodziny sączyńcowatych. Występuje głównie na Madagaskarze i Komorach.